# Regel-Saatgut-Mischung
Die Regelsaatgutmischung ist in Deutschland eine Richtlinie zum Mischverhältnis von Saatgut im Garten- und Landschaftsbau. Diese Mischungen werden oft als Standard angesehen.
Die DIN 18 917 übernimmt die Anforderungen der Richtlinie.

## Vorgaben
Die Definitionen der Regel-Saatgut-Mischungen (RSM) werden in Deutschland durch das Regelwerk der Forschungsgesellschaft Landschaftsentwicklung und Landschaftsbau e. V. (FLL) vorgegeben. Die verschiedenen RSM-Standards sind in den jeweils aktuellen FLL-Veröffentlichungen nachzulesen. Die Übersicht der FLL-Regel-Saatgut-Mischung bietet ein Spektrum aus 410 Sorten von 10 Arten. Das Deutsche Weidelgras (Lolium perenne) ist mit 135 Sorten am vielfältigsten vertreten. 

## Übersicht zu Regel-Saatgut-Mischungen
| Oberkategorie                              | Unterkategorie (Rasentyp) |
| ------------------------------------------ | --- |
| RSM 1 – Galarasen bzw. Zierrasen           | • RSM 1.1.1 Zierrasen Edel • RSM 1.1.2 Zierrasen Fein |
| RSM 2 – Gebrauchsrasen bzw. Universalrasen | • RSM 2.1 Gebrauchsrasen Standard • RSM 2.2 Gebrauchsrasen in Trockenlagen • RSM 2.2.2 Gebrauchsrasen in extremen Trockenlagen • RSM 2.3 Spielrasen • RSM 2.4 Gebrauchsrasen mit Kräutern |
| RSM 3 – Sportrasen und Spielrasen          | • RSM 3.1 Sportrasen Neuanlage Sportstätten • RSM 3.2 Sportrasen Regeneration |
| RSM 4 – Golfrasen                          | • RSM 4.1 Golfrasen Grün • RSM 4.2 Golfrasen Vorgrün • RSM 4.3 Golfrasen Abschlag • RSM 4.4 Golfrasen Spielbahn • RSM 4.5 Golfrasen Halbrauh / Semirough • RSM 4.6 Golfrasen Verbindungswege |
| RSM 5 – Parkplatzrasen                     | • RSM 5.1 Parkplatzrasen |
| RSM 6 – Dachbegrünung                      | • RSM 6.1 Extensive Dachbegrünung |
| RSM 7 – Landschaftsrasen                   | • RSM 7.1.1 Landschaftsrasen Standard ohne Kräuter • RSM 7.1.2 Landschaftsrasen Standard mit Kräutern • RSM 7.2.1 Landschaftsrasen in Trockenlagen ohne Kräuter • RSM 7.2.2 Landschaftsrasen in Trockenlagen mit Kräutern • RSM 7.3.1 Landschaftsrasen in Feuchtlagen ohne Kräuter • RSM 7.4.1 Landschaftsrasen im Halbschatten ohne Kräuter |
| RSM 8 – Biotopmischungen                   | • RSM 8.1.1 Artenreiches Biotop • RSM 8.1.2 Biotopmischung für magere Standorte • RSM 8.1.3 Biotopmischung für besonders magere Standorte • RSM 8.1.4 Biotopmischung Schatten und Halbschatten-lagen |

## Regel-Saatgut-Mischungen für Sportanlagen
Im Sportplatzbau hat sich die Bauweise nach DIN 18035 in der Breite durchgesetzt. Es gilt die Empfehlung der RSM 3.1 als Richtlinie sowohl für die Produktion von Rollrasen als auch für die klassische Ansaat von Sportplätzen. Laut FLL besteht die Sportrasenmischung RSM 3.1 aus 40 % Deutsches Weidelgras (Lolium perenne, in zwei Sorten) und 60 % Wiesen-Rispengras (Poa pratensis, in drei Sorten). Von der Verwendung von Reinsaaten (also nur einer Sorte) wird aus Gründen des Ausfallrisikos dringend abgeraten.
Der Fußball- beziehungsweise Sportrasen in Mitteleuropa besteht im Wesentlichen aus Mischungen, die vorwiegend auf zwei Komponenten beruhen: Deutsches Weidelgras (Lolium perenne) und Wiesenrispe (Poa pratensis). Dies gilt sowohl für die Produktion von Rollrasen als auch für die empfohlenen Ansaat-Mischungen. 
Innerhalb der Toleranz der RSM 3.1 kann individuellen Gegebenheiten Rechnung getragen werden. So kann man vom kommunalen Bolzplatz bis zum Stadion-Rasen für den professionellen Sport innerhalb der RSM 3.1 eine geeignete Mischung zusammenstellen. Für Sonderzwecke kommen neben den erwähnten Sorten auch der Rohr-Schwingel (Festuca arundinacea) mit seiner Toleranz gegenüber Nässe und die Läger-Rispengras (Poa supina) mit ihrer hohen Schattenverträglichkeit infrage. 
Die Mischung für einen Golfplatz gemäß RSM 4 erfolgt mit Unterarten des Roten Straußgras (Agrostis capillaris), des Weißen Straußgras (Agrostis stolonifera) und des Gewöhnlichen Rot-Schwingels (Festuca rubra) – sowie Poa pratensis und Lolium perenne im Bereich der Abschläge und Spielbahnen. Je nach Lage in Sonnen- oder Schattenzonen oder bei den Greens kommen Variationen zur Geltung.